# Escuela para negros
Las escuelas para negros (Black schools) aparecieron producto de la segregación legal en el sur de Estados Unidos luego de la Guerra Civil y la política pública de la era de la Reconstrucción en los estados sureños de mantener a las razas separadas y mantener la supremacía blanca. En Estados Unidos la oposición blanca al progreso de los afro-norteamericanos dio lugar a que los niños afro-norteamericanos tuvieran disponibles escuelas muy rudimentarias, tal como demostró Gebhart v. Belton. A menudo fueron preciso varias décadas luego de que en el sur se crearan escuelas públicas para que se crearan escuelas secundarias. Sin embargo maestros y estudiantes negros crearon escuelas secundarias de singular calidad, tales como la Dunbar High School en Washington D. C.; la Dudley High School en Greensboro, Carolina del Norte, y la Paul Laurence Dunbar Junior and Senior High School en Little Rock, Arkansas.